# 1993年の文学
1993年の文学（1993ねんのぶんがく）は、1993年（平成5年）の文学についてまとめた記事である。

## できごと
- 1月12日 - 第108回芥川龍之介賞・直木三十五賞（1993年下半期）の選考委員会開催。
- 1月22日 - 安部公房が死去。
- 3月25日 - ロバート・ジェームズ・ウォラー著『マディソン郡の橋』の邦訳書が文藝春秋より刊行される[1]。同書はトーハン発表の「1993年年間ベストセラー」総合2位と「1994年年間ベストセラー」総合3位を記録した[2][3]。

## 賞

### 芥川賞・直木賞
第108回（1992年下半期）
- 芥川賞 - 多和田葉子『犬婿入り』
- 直木賞 - 出久根達郎『佃島ふたり書房』

第109回（1993年上半期）
- 芥川賞 - 吉目木晴彦『寂寥郊野』
- 直木賞 - 高村薫『マークスの山』、北原亞以子『恋忘れ草』

### その他の賞
- 谷崎潤一郎賞（第29回） - 池澤夏樹『マシアス・ギリの失脚』
- 泉鏡花文学賞（第21回） - 山本道子『喪服の子』
- 群像新人文学賞（第36回） - 該当作なし
- 野間文芸新人賞（第15回） - 奥泉光『ノヴァーリスの引用』、保坂和志『草の上の朝食』

## 1993年の本

### 小説
- 芦原すなお 『松ヶ枝町サーガ』（文藝春秋）
- 安西篤子 『黒鳥』（新潮社）
- 内田春菊 『ファザーファッカー』（文藝春秋）
- 小池真理子 『夜ごとの闇の奥底で』（新潮社）
- 久間十義 『海で三番目に強いもの』（新潮社）
- 氷室冴子 『海がきこえる』（徳間書店）
- 松浦理英子 『親指Pの修業時代』（河出書房新社）
- 松村栄子 『紫の砂漠』（新潮社）
- 丸谷才一 『女ざかり』（文藝春秋）
- 宮尾登美子 『東福門院和子の涙』（講談社）
- 宮部みゆき 『ステップファザー・ステップ』（講談社）
- 山崎豊子 『ムッシュ・クラタ』（新潮社）
- ロバート・ジェームズ・ウォラー、村松潔訳 『マディソン郡の橋』（文藝春秋）

### その他
- いとうせいこう、みうらじゅん 『見仏記』（中央公論社）
- 岸惠子 『ベラルーシの林檎』（朝日新聞社）
- 多田富雄 『免疫の意味論』（青土社）
- つげ義春 『つげ義春漫画術』（ワイズ出版）
- 若桑みどり 『イメージを読む―美術史入門』（筑摩書房）

## 死去
- 1月7日 - 井筒俊彦、日本のイスラーム学者。78歳没。
- 1月22日 - 安部公房、日本の小説家。68歳没。
- 2月25日 - 安房直子、日本の児童文学作家。50歳没。
- 4月15日 - ロバート・ウェストール、イギリスの作家。63歳没。
- 4月15日 - レスリー・チャータリス、イギリスの推理作家。85歳没。
- 5月27日 - 武田百合子、神奈川県出身の随筆家。67歳没。
- 6月19日 - ウィリアム・ゴールディング、イギリスの小説家。81歳没。
- 7月10日 - 井伏鱒二、広島県出身の小説家。95歳没。
- 8月17日 - 山田肇、東京市出身の演劇学者。85歳没。
- 11月22日 - アンソニー・バージェス、イギリスの小説家。代表作に『時計じかけのオレンジ』がある。76歳没。
- 12月10日 - 中井英夫、日本の小説家・詩人。71歳没。